# Irina Eduardovna Szluckaja
Irina Eduardovna Szluckaja (oroszul: Ирина Эдуардовна Слуцкая; Moszkva, 1979. február 9.) kétszeres világbajnok (2002, 2005), hétszeres Európa-bajnok (1996-97, 2000-01, 2003-06), olimpiai ezüst- (2002) és bronzérmes (2006), valamint négyszeres Grand Prix-győztes orosz műkorcsolyázónő. Hét Európa-bajnoki címével minden idők legsikeresebb női versenyzője a kontinensviadalon. Pályafutása során atletikus korcsolyázásáról, ugrásairól és a védjegyévé vált, mindkét lábon végrehajtott Biellmann-piruettjeiről volt ismert.

## Pályafutása
Moszkvában született 1979-ben. Négyéves korában kezdte el a korcsolyázást. Hatéves kora óta Zsanna Gromova az edzője.
1996-ban ő lett az első orosz nő, aki megnyerte az Európa-bajnokságot. 1997-ben ismét győzött.
1996-ban harmadik lett a világbajnokságon, 1997-ben pedig negyedik. Az 1998-as téli olimpián ötödik helyezést ért el. A következő hónapban ezüstérmet szerzett az 1998-as világbajnokságon.
Az 1998–99-es évad sikertelen volt számára: nem nyert meg semmilyen versenyt, és nem jutott ki sem az Európa-, sem a világbajnokságra, ezért a visszavonulást is fontolóra vette.
1999 augusztusában házasságot kötött Szergej Mihejevvel.
2000-ben újra sikereket ért el: megnyerte a Grand Prix-t, harmadszorra is Európa-bajnok lett és ezüstérmet szerzett a világbajnokságon. A 2001-es világbajnokságon szoros verseny után második lett Michelle Kwan mögött.
A 2002-es téli olimpián ezüstérmet szerzett. A következő hónapban életében először megnyerte a világbajnokságot.
A 2003-as világbajnokságon édesanyja betegsége miatt nem vett részt. Anyja felépülése után Szluckaja maga betegedett meg, ezért a 2004-es világbajnokságon csak 9. helyezést ért el.
2005-ben, miután vasculitis miatt hosszabb időt töltött kórházban, visszatért a versenyzéshez, és megnyerte mind az Európa-, mind pedig a világbajnokságot. 2006-ban hetedik alkalommal is Európa-bajnok lett.
A 2006-os téli olimpián nagy esélyesnek tartották az aranyéremre, végül azonban csak harmadik helyezést ért el.
Az olimpia óta nem vett részt versenyen, de 2006 novemberében cáfolta a visszavonulásáról szóló híreket. 2007 áprilisában bejelentette, hogy visszatér Oroszországba, mivel gyermeket vár.
Fia, Artyom 2007. november 15-én született meg. 2010 októberében született meg kislánya, Varvara.
Egy 2008-as interjúban Szluckaja azt nyilatkozta, hogy nem tervezi a versenyszerű korcsolyázáshoz való visszatérést.

## Rekordjai
- Ő az első (és máig egyetlen) korcsolyázónő, aki hét Európa-bajnokságot nyert (1996-2006, a 6-6 alkalommal győzedelmeskedő Sonja Henie és Katarina Witt előtt).
- Ő hajtotta végre először a Biellmann-piruettet lábváltással.
- Ő az első orosz nő, aki megnyerte az Európa-bajnokságot.
- Ő az első korcsolyázónő, aki versenyben tripla Lutz, tripla Rittberger kombinációt ugrott (2000-es Grand Prix).
- Ő az első korcsolyázónő, aki versenyben tripla Salchow, tripla Rittberger, dupla toe-loop kombinációt ugrott (2001-es világbajnokság).
- Ő az első orosz nő, aki olimpiai ezüstérmet nyert (2002, Salt Lake City).

## Eredményei

### 1998 után
| Esemény                    | 1998–1999 | 1999–2000 | 2000–2001 | 2001–2002 | 2002–2003    | 2003–2004    | 2004–2005 | 2005-2006 |
| -------------------------- | --------- | --------- | --------- | --------- | ------------ | ------------ | --------- | --------- |
| Téli olimpiai játékok      |           |           |           | 2.        |              |              |           | 3.        |
| Világbajnokság             |           | 2.        | 2.        | 1.        | visszalépett | 9.           | 1.        |           |
| Európa-bajnokság           |           | 1.        | 1.        | 2.        | 1.           | visszalépett | 1.        | 1.        |
| Orosz bajnokság            | 4.        | 1.        | 1.        | 1.        | 2.           | 1.           |           |           |
| Grand Prix-döntő           | 3.        | 1.        | 1.        | 1.        | 2.           |              | 1.        | 2.        |
| Skate Canada International | 3.        |           | 1.        | 2.        |              |              |           |           |
| Sparkassen Cup             |           | 3.        |           |           |              |              |           |           |
| Cup of China               |           |           |           |           |              |              | 1.        | 1.        |
| Cup of Russia              | 3.        | 1.        | 1.        | 1.        | 3.           |              | 1.        | 1.        |
| NHK Trophy                 | 2.        |           | 1.        |           | 2.           |              |           |           |
| Goodwill Games             |           |           | 1.        |           |              |              |           |           |
| Winter Universiade         | 2.        |           |           |           |              |              |           |           |

### 1998 előtt
| Esemény                    | 1992–1993 | 1993–1994 | 1994–1995 | 1995–1996 | 1996–1997 | 1997–1998 |
| -------------------------- | --------- | --------- | --------- | --------- | --------- | --------- |
| Téli olimpiai játékok      |           |           |           |           |           | 5.        |
| Világbajnokság             |           |           | 7.        | 3.        | 4.        | 2.        |
| Ifjúsági világbajnokság    | 8.        | 3.        | 1.        |           |           |           |
| Európa-bajnokság           |           |           | 5.        | 1.        | 1.        | 2.        |
| Orosz bajnokság            |           | 3.        | 3.        | 2.        | 3.        | 4.        |
| Orosz ifjúsági bajnokság   |           | 1.        |           |           |           |           |
| Champions Series Final     |           |           |           | 2.        | 3.        | 4.        |
| Skate America              |           |           | 3.        | 3.        |           |           |
| Skate Canada International |           |           |           |           | 1.        |           |
| Sparkassen Cup             |           |           |           |           | 1.        | 2.        |
| Cup of Russia              |           |           |           |           | 1.        | 1.        |
| Nebelhorn Trophy           |           | 1.        | 1.        |           |           |           |
| Goodwill Games             |           |           | 6.        |           |           | 5.        |
| Trophee Lalique            |           |           |           | 4.        |           |           |
| Finlandia Trophy           |           |           |           |           |           | 1.        |